# Чёртово колесо (фильм, 2006)
«Чёртово колесо» — российский художественный фильм, мелодрама. Режиссёр — Вера Глаголева.
2008 — Гран-при Первого всероссийского кинофестиваля «Золотой Феникс» в Смоленске.

## Сюжет
Случайная встреча между главными героями происходит на вокзале в минуту проводов своих семей на отдых. Через три недели жена с дочерью возвращаются к Паше, муж с сыном — к Маше.

## В ролях
| Актёр               | Роль                                     |
| ------------------- | ---------------------------------------- |
| Алёна Бабенко       | Мария Сергеевна (учительница математики) |
| Илья Шакунов        | Павел Николаевич Колесников (хирург)     |
| Владимир Зельдин    | Арсений Петрович (профессор)             |
| Алёна Хованская     | Лена (жена Павла)                        |
| Евгений Крылов      | Саша (муж Марии)                         |
| Анастасия Шубская   | Ася (дочь Павла)                         |
| Игорь Виноградов    | Ростик (сын Марии)                       |
| Михаил Слесарев     | Гоша (друг Павла)                        |
| Марианна Шульц      | Люба (подруга Марии)                     |
| Екатерина Ласунская |                                          |
| Мария Фомина        | Вика (подруга Аси)                       |

## Съёмочная группа
- Автор сценария: Сергей Валяев
- Режиссёр: Вера Глаголева
- Оператор: Ростислав Пирумов
- Композиторы: Сергей Баневич, Игорь Каменской, Булат Гафаров
- Продюсер: Сергей Сендык

## Критика
Фильм «Чертово колесо» — это история любви. Мужчина и женщина, оба несвободны, с детьми — то есть с обязательствами. Завистники сразу скажут: то что на экране очень похоже на «Связь» — нашумевший фильм Дуни Смирной. Хотя Владимир Зельдин, приглашенный Глаголевой в эпизод, сходство двух лент отметил лишь в жанре мелодрамы. Сама же режиссер Вера Глаголева просит не искать в ее кино что-то, кроме любви. К тому же она хорошо понимает: от ее «Чертова колеса» может закружиться голова исключительно у женщин. — телеканал «Россия-Культура»